# Bagne de Poulo Condor
Pour les articles homonymes, voir Poulo.
Le bagne de Poulo Condor (vietnamien : Nhà tù Côn Đảo) est un ancien bagne vietnamien installé sur l'île de Poulo Condor (aujourd'hui Côn Son), faisant partie de l'archipel de Côn Đảo, situé à 230 km au sud de Hô Chi Minh-Ville dans la mer de Chine méridionale. Son nom dérive du malais Pu Lao Kundur qui signifie « l'île aux courges ».

## Histoire

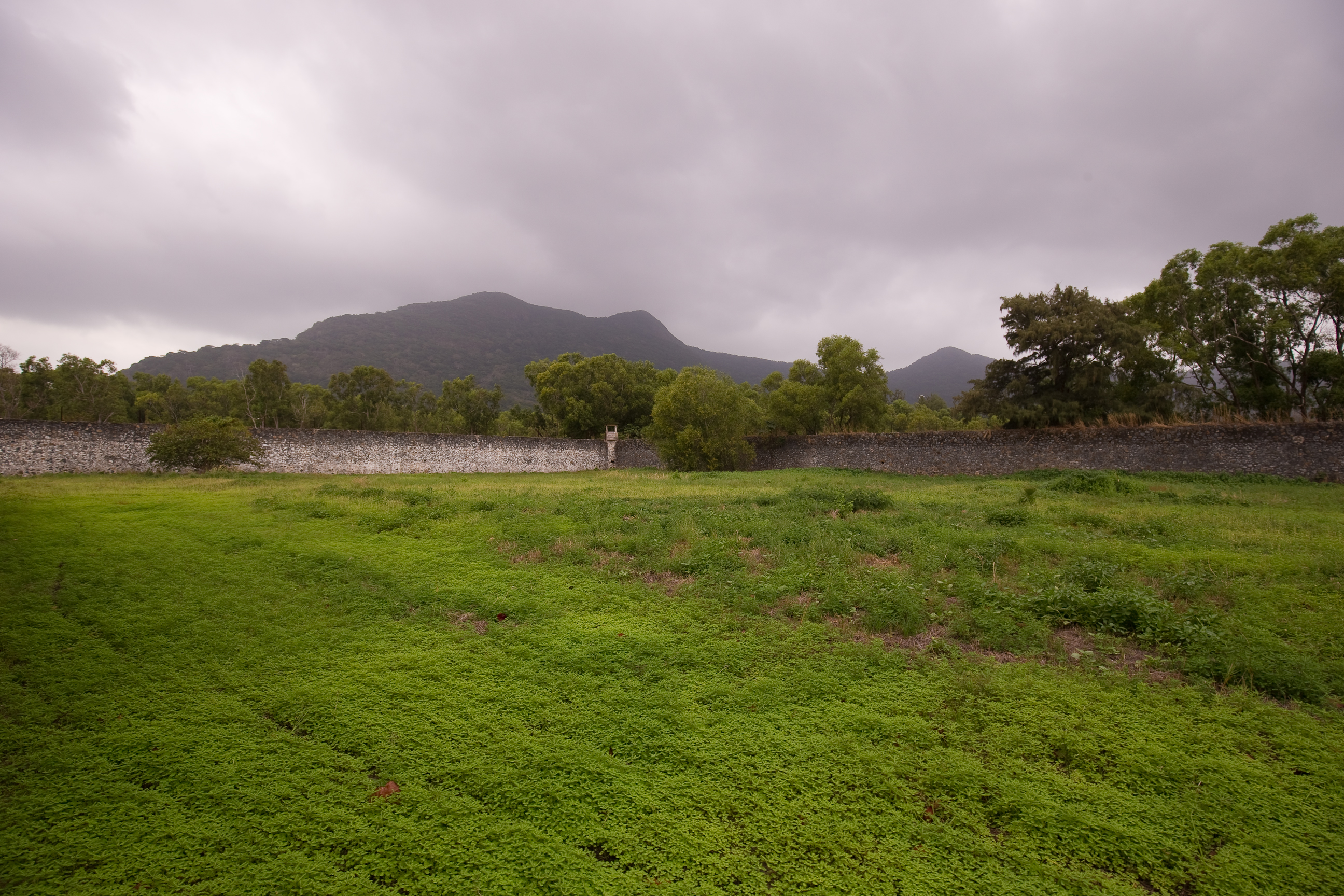
Enceinte du bagne.

Le bagne était un lieu de bannissement utilisé par le pouvoir annamite avant la colonisation française. Il fut réutilisé par les Français dès 1862,, avec l'arrivée du premier convoi de forçats, après le traité de Saïgon et est resté en activité jusqu’en 1975. La construction d'un établissement pénitentiaire débute en 1880 avec l'objectif caractérisé de rendre les évasions impossibles. En 1898, un rapport fit état d’un taux de mortalité de 70 %. En 1940, de nouveaux bâtiments sont érigés. Certains prisonniers y étaient enfermés dans des « cages à tigre », ce qui les a rendus paraplégiques, ayant perdu l'usage des membres inférieurs après des années en position accroupie, sans pouvoir se lever et utiliser leurs jambes.
La brutalité des conditions de détention fut reconnue par les autorités coloniales. Le commandant Tisseyre, qui dirigea le bagne durant la Seconde Guerre mondiale, témoigne : « Il y avait 5 000 bagnards. On les laissait mourir (…). Le mois de mon arrivée, 172 décès ; c’étaient des locaux pour 25 ou 30 détenus ; j’en ai trouvé 110, 120, 130. Un médecin indochinois m’a raconté qu’il lui était arrivé de trouver un matin sept cadavres au bagne des politiques ».
Ce bagne est resté opérationnel pendant toute la durée de la guerre d'Indochine. En 1955, il est transformé en « centre de rééducation » par la République du Viêt Nam (1955-1975), afin d'enfermer les opposants du Front national de libération du Sud Viêt Nam (Việt Cộng), pendant la guerre du Viêt Nam.
Aujourd'hui, un musée est aménagé dans les bâtiments du bagne, les infrastructures ayant été conservées et ouvertes au public,.

### Prisonniers célèbres
De nombreux opposants à la colonisation y sont emprisonnés, et notamment des membres du Việt Minh, comme Phạm Văn Đồng, Lê Đức Thọ et l'épouse de Võ Nguyên Giáp, qui rend le régime colonial responsable du décès de sa première épouse morte en prison en 1941 et du décès de sa belle-sœur guillotinée pour nationalisme à Saïgon par l’administration coloniale française.  
De nombreux artistes furent enfermés voire périrent à Poulo Condor, notamment les grands lettrés réformistes du début du siècle Phan Châu Trinh, Huynh Thuc Khang, Ngô Duc Kê, Trân Cao Van, Nguyên Can Dang, Luong Van Can, Ngô Quyên.   
À partir de 1935, le bagne voit l'arrivée de prisonniers politiques. Regroupés au bagne II, nationalistes et communistes s’y retrouvent contraints au dialogue et à la solidarité, face aux terribles épreuves sans doute égales en souffrance et cruauté aux bien plus célèbres bagnes coloniaux français à Cayenne, en Guyane.  
Le journaliste Trân Huy Liêu et d'autres membres de l'intelligentsia révolutionnaire sont de brillantes personnalités, comme Doan Kiên Diêm, Nguyễn Ngọc Son, Nghiêm Toan pour les nationalistes, Phạm Văn Đồng, Ngô Gia Tu, Nguyên Van Cu, Bui Cong Trung, Lê Duẩn, Lê Thanh Nghị, etc., pour les communistes et à partir de 1941 Tạ Thu Thâu, Trân Van Thach pour les trotskystes, ou l’influent journaliste, écrivain et poète Nguyễn An Ninh, mort en détention, et dont la dépouille fut occultée, selon certains témoignages, sous ordre du commissaire à la sureté, Tisseyre, acquitté par la suite par la Cour de justice de l'Indochine . 
L'écolière Võ Thị Sáu y est enfermée avant d'y être abattue le 23 mars 1952. 
En juillet 1968, Võ Thị Thắng fut arrêtée par les autorités sud-vietnamiennes et condamnée par un tribunal militaire à 20 ans de travaux forcés au bagne de Poulo Condor.  
La multiplication de ces prisonniers politiques à Poulo Condor fut, selon la plupart des historiens contemporains, un des plus puissants germes de la préparation à la révolution communiste et à la lutte armée qui suivra l'occupation japonaise de l'île et la collaboration pétainiste successive des autorités françaises. Cette thèse est reprise dans le film Indochine en 1992.

## Liste des gouverneurs du bagne
Il y aurait eu 39 directeurs de 1862 à 1947
1. Felix Roussel (1862-1863)
2. Bizot (1863-1864)
3. Benoist (1864-1866)
4. Boubé (1866-1869)
5. Stiedel (1869-1870)
6. Claudot (1870-1871)
7. Gaudot (1871-1872)
8. Chevillet (1872-1874)
9. Symphor (1874-1875)
10. Morin (1875-1876)
11. Étienne Pasquet de la Broue (1876-1877)[20]
12. Disnematin Dorat (1877-1878)[21]
13. Pasquet de la Broue (1878-1882)
14. Bosquet (1882-1884)
15. Caffort (1884-1887)
16. Sellier (1887-1890)
17. René (1890-1892)
18. Jacquet (1892-1896)
19. De Colbert (1896-1898)
20. Morizet (1898-1908)[22]
21. Melaye (1908-1909)
22. Cudenet (1909-1913)
23. De Gailland (1913-1914)
24. Joseph O’Connell (1914-1916)
25. Royer (1916-1917)
26. Andouard (1917-1919)[23]
27. Lambert (1919-1927)[24]
28. Bouvier (1927-1934)
29. Cremanzy (1934-1935)[25]
30. Bouvier (1935-1942)[26]
31. Brouillonet (1942-1943)
32. Tisseyre (1943-1945)
33. Hilaire (1945)
34. Lê Văn Trà (1945)
35. Gimbert (1946)
36. Honecker (1946-1947)
37. Jacques Brulé (1947-1948)[27].
38. Henri Lafosse (1948-1951)
39. H. Jarty (1951-1953)
40. Aloise Blanck (1953-1955)